# SLB G 3/3
Die G 3/3 waren meterspurige Nassdampf-Tenderlokomotiven mit der Achsfolge C, welche die Schweizerische Gesellschaft für Localbahnen SLB im Jahre 1874 zum Bau und zur Betriebsaufnahme beschaffte. Die SLB änderte 1885 ihren Namen in Appenzeller Bahn (AB), bei der drei der vier Maschinen bis zur Elektrifizierung im Jahre 1933 in Betrieb waren.

## Konstruktion

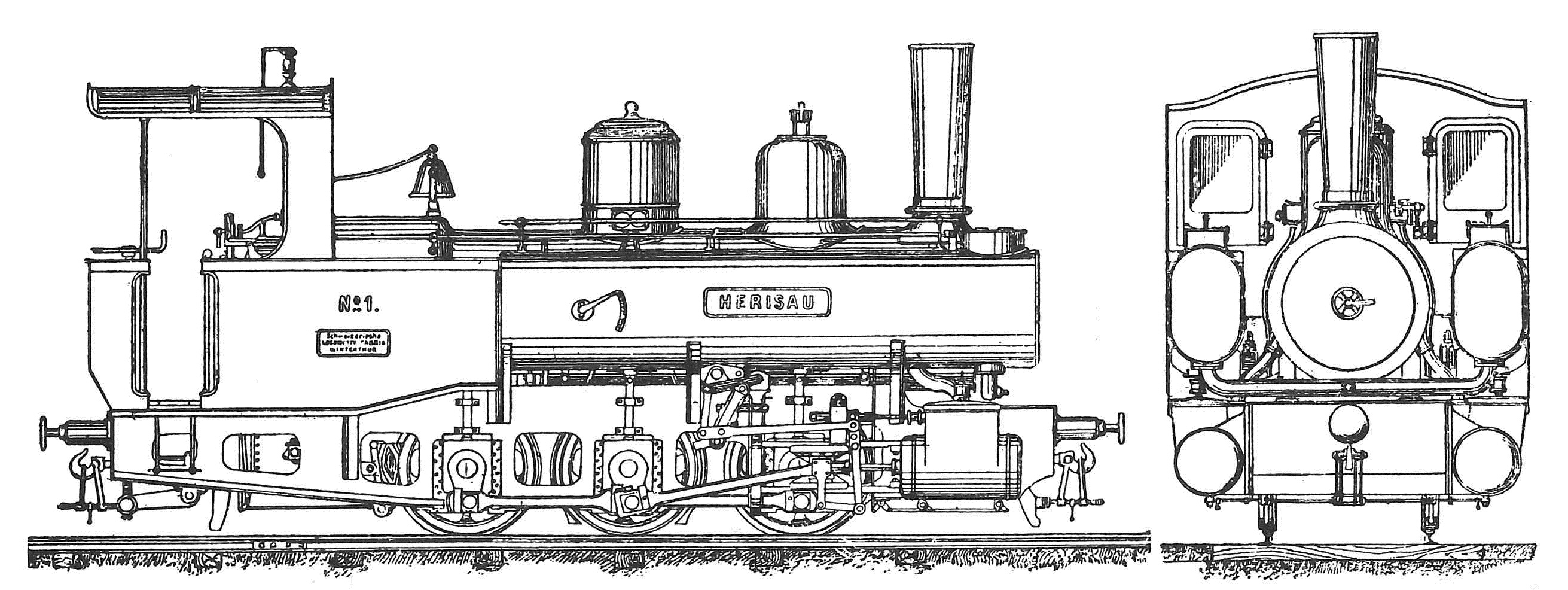
Typpenskizze

Wegen den schwierigen Verhältnissen der Strecke Winkeln–Herisau–Urnäsch mit 37 Promille Steigung entschied sich die SLB für die Beschaffung von drei- statt zweiachsigen Lokomotiven. Bei den ersten Planungen wurde die Verwendung von Riggenbach-Zahnstangen, von Walzenradsystem Wetli oder vom Mittelschienen-Reibradantrieb System Fell in Betracht gezogen. Nach dem Vorbild der Uetlibergbahn wurde dann doch der Adhäsionsantrieb realisiert.
Die Lokomotiven stammten von der damals noch jungen Schweizerischen Lokomotiv- und Maschinenfabrik (SLM) in Winterthur. Sie waren mit rund 20 t Dienstgewicht relativ schwer und hatten wegen des kurzen Radstands einen grossen Überhang. Die schlechte Verteilung des Gewichts führte zu einer starken Belastung der Hinterachse mit 9,6 Tonnen Achslast. Der grosse Kessel war nur für 10 atü Dampfdruck ausgelegt. Speziell war der Regulatorzug mit liegendem Doppelhebel über dem Kessel und linksseitiger Zugstange. Die beiden seitlichen Wasserkästen zeichneten sich durch ein ungewöhnliche ovale Form aus. Die zwei Kohlenräume befanden sich beidseits der Feuerbüchse. Die G 3/3 der SLB waren die ersten Lokomotiven in der Schweiz mit Walschaerts-Steuerung. Sie verfügten über Kurbeltriebwerke und Aussenrahmen. Die Räder der Triebachse hatten keine Spurkränze. Bei der Ablieferung waren die Lokomotiven nur mit Spindelbremse ausgestattet.

## Betrieb, Änderungen

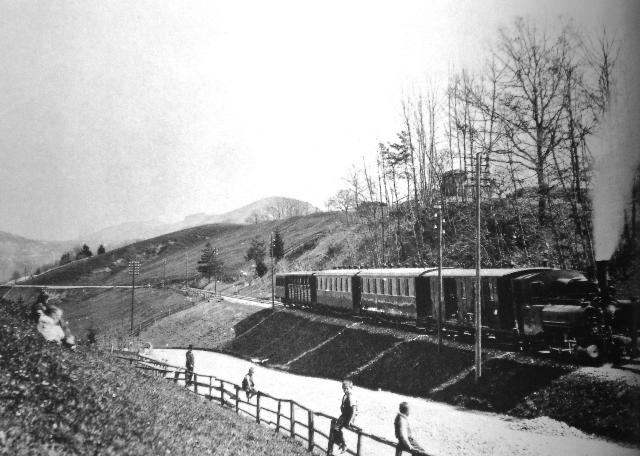
Zug mit G 3/3 zwischen Winkeln und Herisau um 1906

Die Maschinen beförderten 20 Tonnen Anhängelast mit 16 km/h auf 35 Steigung und entwickelten dabei eine Leistung von etwa 200 PS. Die starke Belastung führten zu zahlreichen Achs- und Triebwerksbrüchen, die insbesondere in den Jahren 1893/94 zu Verstärkungen führten. Als ab 1884 alle vier Maschinen mit Gegendruckbremse ausgestattet waren, wurde davon eifrig Gebrauch gemacht. Das Führerhaus wurde mit einer hinteren Abschlusswand ausgestattet.
Ab 1887 waren die Züge der Appenzeller Bahn, nicht aber die Lokomotiven, mit Körting-Vakuumbremse gebremst. Ab 1897 wurde die Vakuumbremse durch die Westinghouse-Bremse ersetzt, die auch auf die Lokomotivräder wirkte. Der Luftbehälter auf dem Kessel anstelle der Signalglocke montiert, die Luftpumpe zwischen dem Wasserkasten und der Kesseltüre.
Vom 26. September 1890 bis zum 25. Juli 1891 war die G 3/3 an die Landquart-Davos-Bahn vermietet, die sie bis zur Ablieferung der G 2x2/2 als Vorspannlokomotive benötigte. Am 14. Oktober 1890 wurde sie bei einer Kollision stark beschädigt und musste in der VSB-Werkstätte Rorschach repariert werden. Am 14. November 1909 entgleiste die gleiche Maschine bei der AB mit zwei Schotterwagen und stürzte einen Damm hinunter. Zur Bergung musste sie zerlegt und mit Seilen hochgezogen werden.
Mit der Elektrifizierung benötigte die AB im Jahr 1933 die drei noch vorhandenen Maschinen nicht mehr und rangierte sie aus.

## Liste der G 3/3 der Appenzeller Bahn
| Betriebs- Nummer | Name                        | Fabrik- Nummer | Baujahr | 2. Kessel | ausrangiert |
| ---------------- | --------------------------- | -------------- | ------- | --------- | ----------- |
| 1                | Herisau                     | 39             | 1874    | 1901      | 1933        |
| 2                | Urnäsch                     | 43             | 1874    | 1900      | 1922        |
| 3                | Appenzell                   | 50             | 1874    | 1903      | 1933        |
| 4                | Saentis, ab 1910: Waldstatt | 51             | 1874    | 1899      | 1933        |